# Diastomatidae
Famille
Synonymes
- Diastomatinae Cossmann, 1894[1]

Les Diastomatidae sont une famille de mollusques gastéropodes. 

## Liste des genres
Selon World Register of Marine Species (21 avril 2021) :
- genre † Aurelianella Cossmann, 1893
- genre † Dialopsis Cossmann, 1888
- genre Diastoma Deshayes, 1850
- genre † Keilostoma Deshayes, 1850
- genre † Mereldia Ludbrook, 1941
- genre † Teleostoma G. F. Harris & Burrows, 1891